# Jefferson Memorial
Das Jefferson Memorial in Washington, D.C. ist ein Denkmal zu Ehren des dritten US-Präsidenten Thomas Jefferson. Es wurde von 1939 bis 1943 errichtet.

## Beschreibung
Im ersten Drittel des 20. Jahrhunderts entwuchs Washington seinem Dasein einer fast provinziell anmutenden Verwaltungshauptstadt und wurde, wie von Pierre L’Enfant 1792 konzipiert, zur imperialen Metropole. Die Vereinigten Staaten von Amerika waren im Begriff, zur führenden Weltmacht zu werden, und statteten ihre Hauptstadt mit entsprechenden Monumenten aus. Zu Anfang der 1930er-Jahre gab es bereits das 1915–1922 errichtete Lincoln Memorial zum Gedenken an Abraham Lincoln und das 1848 begonnene und 1884 fertiggestellte Washington Monument zu Ehren George Washingtons. Auf Anregung Franklin D. Roosevelts (Präsident der Vereinigten Staaten 1933–1945) begannen Gespräche, auch für Thomas Jefferson ein Monument zu bauen. Jeffersons aufklärerische Ideale der Freiheit, der Gleichheit und des Fortschritts waren Roosevelts Antrieb in seinen Bestrebungen, Amerika aus den sozialen und wirtschaftlichen Wirren der Großen Depression heraus zu neuem Selbstbewusstsein und einer sozialeren Politik zu führen. Folglich sollte dem Autor der amerikanischen Unabhängigkeitserklärung und dessen Freiheitsidealen ein Denkmal gesetzt werden.
Ausgehend von dieser Initiative, fasste der Kongress im Jahre 1934 einen entsprechenden Beschluss. Der Architekt John Russell Pope (1874–1937), bereits Gestalter des Westflügels der National Gallery of Art, bekam den Auftrag, das Denkmal zu planen. Grundsteinlegung war 1939, Eröffnung im Jahr 1943. Im Inneren steht eine etwa 6,5 Meter hohe und etwa 4,5 Tonnen schwere Bronzestatue von Thomas Jefferson, die etwa vier Jahre nach der Eröffnung hinzugefügt wurde.
Der Stil wurde von Anhängern der Moderne als zu konservativ kritisiert. Andererseits erlangte das an das römische Pantheon und die von Jefferson selbst geplante Rotunde der University of Virginia erinnernde Bauwerk große Popularität. 2007 erreichte es beispielsweise den vierten Platz auf der List of America’s Favorite Architecture, die vom American Institute of Architects herausgegeben wird. Das gesamte Gebäude wird vom West Potomac Park umgeben, der vor allem für seine japanischen Zierkirschen bekannt ist. Aus Protest gegen das angekündigte Fällen von Kirschbäumen für den Bau des Jefferson Memorials ketteten sich fünfzig Washingtoner Frauen im November 1938 an einen dieser Bäume, was als Cherry Tree Rebellion bekannt wurde.

## Inschriften
An den Wänden sind Auszüge aus verschiedenen Reden und Schriften Jeffersons eingraviert. Die Auszüge stammen aus dem Virginia Statute for Religious Freedom (1777), einem Brief an James Madison vom 28. August 1789, dem Text A Summary View of the Rights of British America, Notes on the State of Virginia, aus Jeffersons Autobiographie, einem Brief vom 13. August 1790 an George Wythe, einem Brief vom 4. Januar 1786 an George Washington, und einem Brief vom 12. Juli 1816 an Samuel Kercheval. Am bekanntesten dürfte der Auszug aus der Declaration of Independence (1776) sein:

We hold these truths to be self-evident: that all men are created equal, that they are endowed by
their Creator with certain inalienable rights, among these are life, liberty, and the pursuit of 
happiness, that to secure these rights governments are instituted among men. We … solemnly
publish and declare, that these colonies are and of right ought to be free and independent states …
And for the support of this declaration, with a firm reliance on the protection of divine providence, 
we mutually pledge our lives, our fortunes, and our sacred honor.

Wir halten diese Wahrheiten für selbstverständlich, dass alle Menschen gleich geschaffen sind, dass sie von ihrem Schöpfer mit gewissen unveräußerlichen Rechten ausgestattet sind, darunter das [Recht auf] Leben, die Freiheit und das Streben nach Glück, dass diese Rechte zu garantieren der Grund ist, warum Regierungen von Menschen eingesetzt wurden. Wir … veröffentlichen und erklären feierlich, dass diese Kolonien freie und unabhängige Staaten sein sollten … Und zur Unterstützung dieser Erklärung, mit einem festen Vertrauen auf den Schutz der göttlichen Vorsehung, versprechen wir gegenseitig unser Leben, unser Vermögen und unsere heilige Ehre.

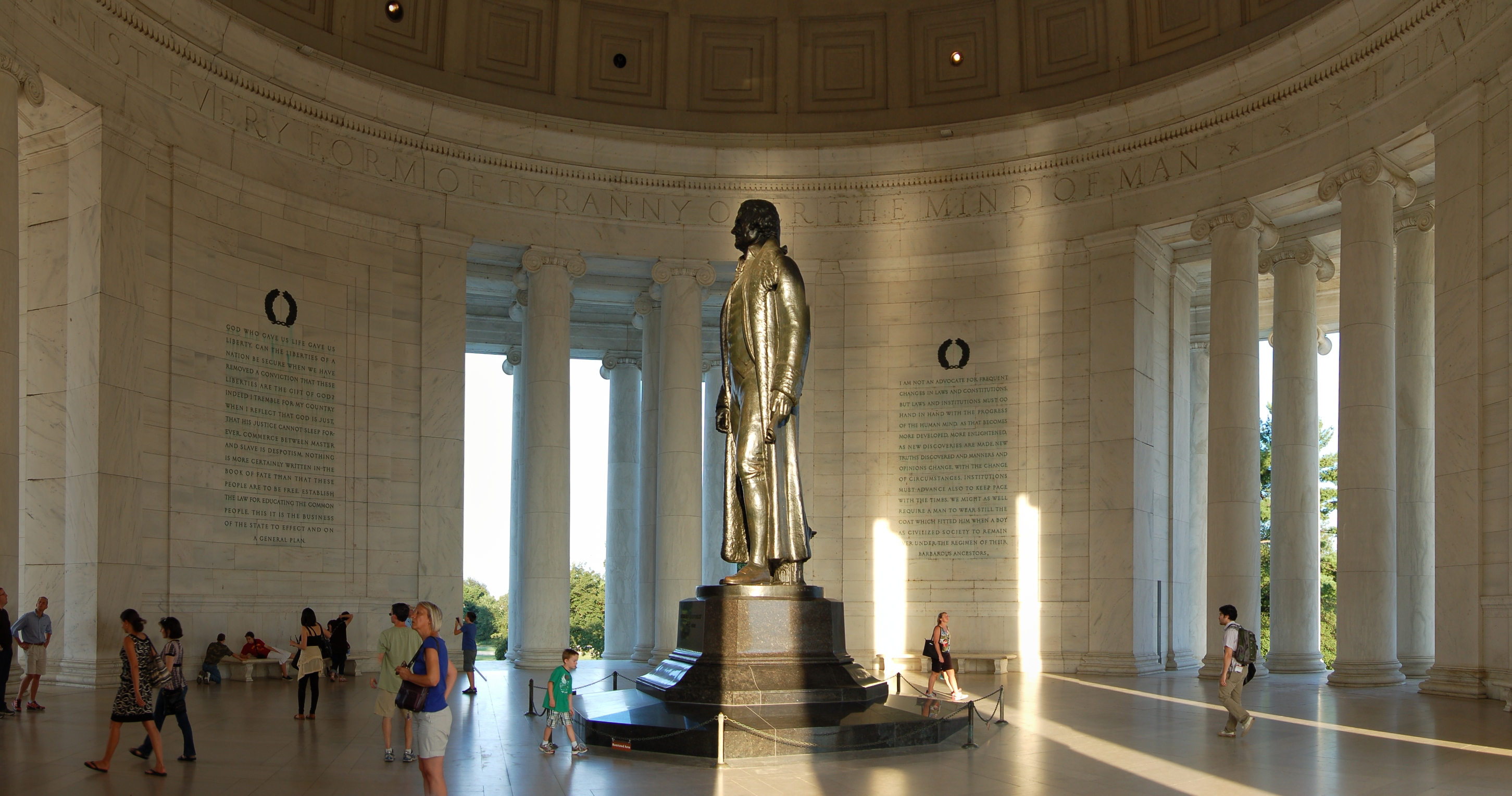
Das Jefferson Memorial im Inneren